# Hermann Breith
Hermann Breith född 7 maj 1892 i Pirmasens, död 3 september 1964 i Pech, var en tysk militär. Han befordrades till generalmajor 1941 och till general i pansartrupperna 1943. Han erhöll Riddarkorset av Järnkorset med eklöv och svärd 1944.

## Biografi
Breith påbörjade sin militära karriär 1910. Under första världskriget tjänstgjorde han i ett infanteriregemente. Efter kriget fortsatte hans militära karriär i Reichswehr. Efter att ha tjänstgjort i infanteriet överfördes han till en motoriserad bataljon (Kraftfahr-Abteilung) och fem år senare placerades han i Inspektion der Kraftfahrtruppen (In 6). 
När 3. Panzer-Division sattes upp 1935 fick Breith befälet över en bataljon och 1938 fick han befälet över ett pansarregemente i 4. Panzer-Division. Han ledde regementet under invasionen av Polen 1939. I februari 1940 blev han brigadbefälhavare när han tog över Panzer-Brigade 5, den brigad hans regemente tillhörde. Han ledde brigaden under fälttåget i väst 1940. För sina insatser där förlänades Breith den 3 juni 1940 med riddarkorset. 
Därefter tjänstgjorde Breith i OKH:s övergripande generalstab för de motoriserade förbanden. Den 22 oktober 1941 fick han nästa aktiva befäl när han tog över 3. Panzer-Division som befann sig i den centrala sektorn på östfronten. Han ledde divisionen under de svåra vinterstriderna 1941–1942 och erhöll den 31 januari 1942 eklöven till sitt riddarkors. Breith ledde sedan divisionen ner i Kaukasus under det tyska sommaroffensiven. På hösten 1942 lämnade han sitt befäl och placerades i befälsreserven. 
Den 1 januari 1943 kom Breith tillbaka till Kaukasus och fick snart befälet över III. Panzerkorps, som han med vissa uppehåll skulle leda fram till krigsslutet. Han ledde kåren under strider vid Rostov, Charkiv och under sommaren deltog han i slaget om Kursk. Därefter följde reträttstrider genom Ukraina och i februari 1944 deltog hans kår i undsättningen av Tjerkassyfickan. För den sistnämnda insatsen belönades Breith med svärden till sitt riddarkors. 
Under striderna i Ungern led kåren svåra förluster och i november var den så försvagad att den döptes om till Gruppe Breith. I januari 1945 fick förbandet tillbaka namnet III. Panzerkorps. Breith ledde kåren under operation Frühlingserwachen och under reträttstriderna genom Österrike. 
Breith hamnade i amerikansk krigsfångenskap i maj 1945 och frisläpptes i maj 1947. 

## Befäl
- 36. pansarregementet: november 1938 – februari 1940
- 5. Panzer-Brigade: februari – november 1940
- staben för mekaniserade förband: november 1940 – oktober 1941
- 3. Panzer-Division: oktober 1941 – oktober 1942
- III. Panzerkorps: januari 1943 – maj 1945